# Nõo (stacja kolejowa)
Nõo – stacja kolejowa w miejscowości Nõo, w prowincji Tartu, w Estonii. Położona jest na linii Tartu - Valga.

## Historia
Stacja powstała w czasach carskich. Początkowo nosiła nazwę Нигген (Niggen).

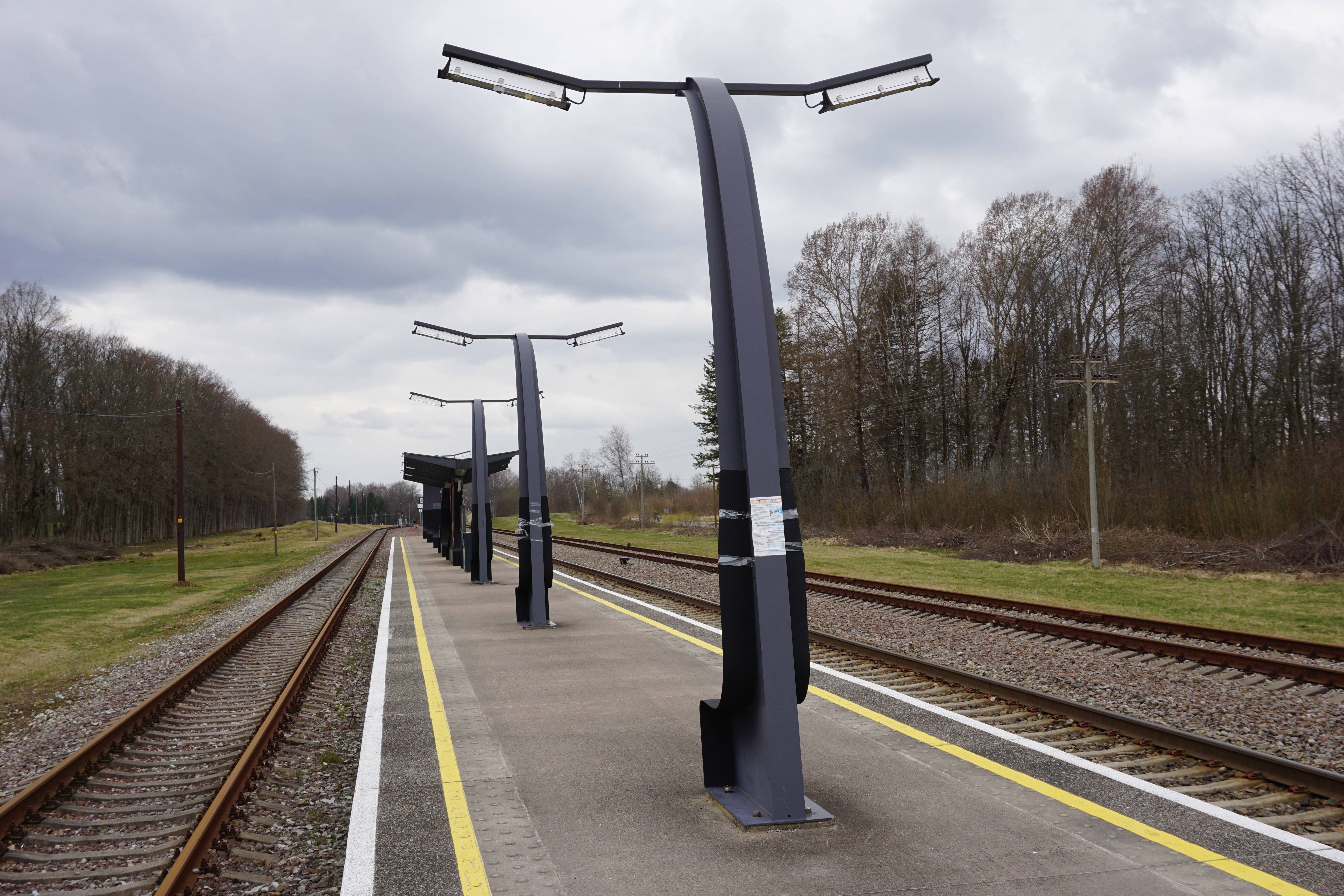
Peron
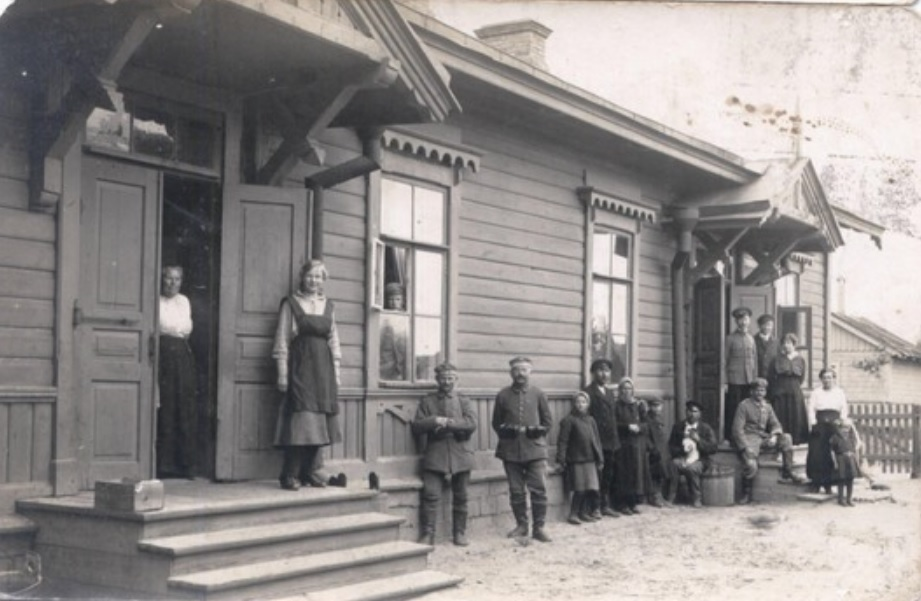
Stacja w 1918